# Alberto Blest Gana
Alberto Blest Gana (n. 14 iunie 1830 - d. 8 noiembrie 1920) a fost un scriitor și diplomat chilian.

## Opera
- 1853: O scenă socială ("Una escena social");
- 1858: Capul de familie ("El jefe de familia");
- 1860: Aritmetica dragostei ("La aritmética del amor");
- 1862: Martín Rivas ("Martín Rivas");
- 1897: În timpul Reconchistei ("Durante la Reconquista");
- 1904: Transplantații ("Los Trasplantados");
- 1909: Estero nebunul ("El loco Estero").